# Sinfonia n.º 4 (Mahler)
A Sinfonia n.º 4 de Gustav Mahler foi composta entre julho de 1899 e agosto de 1900. A sua duração é de aproximadamente cinquenta minutos.

## História

### Composição

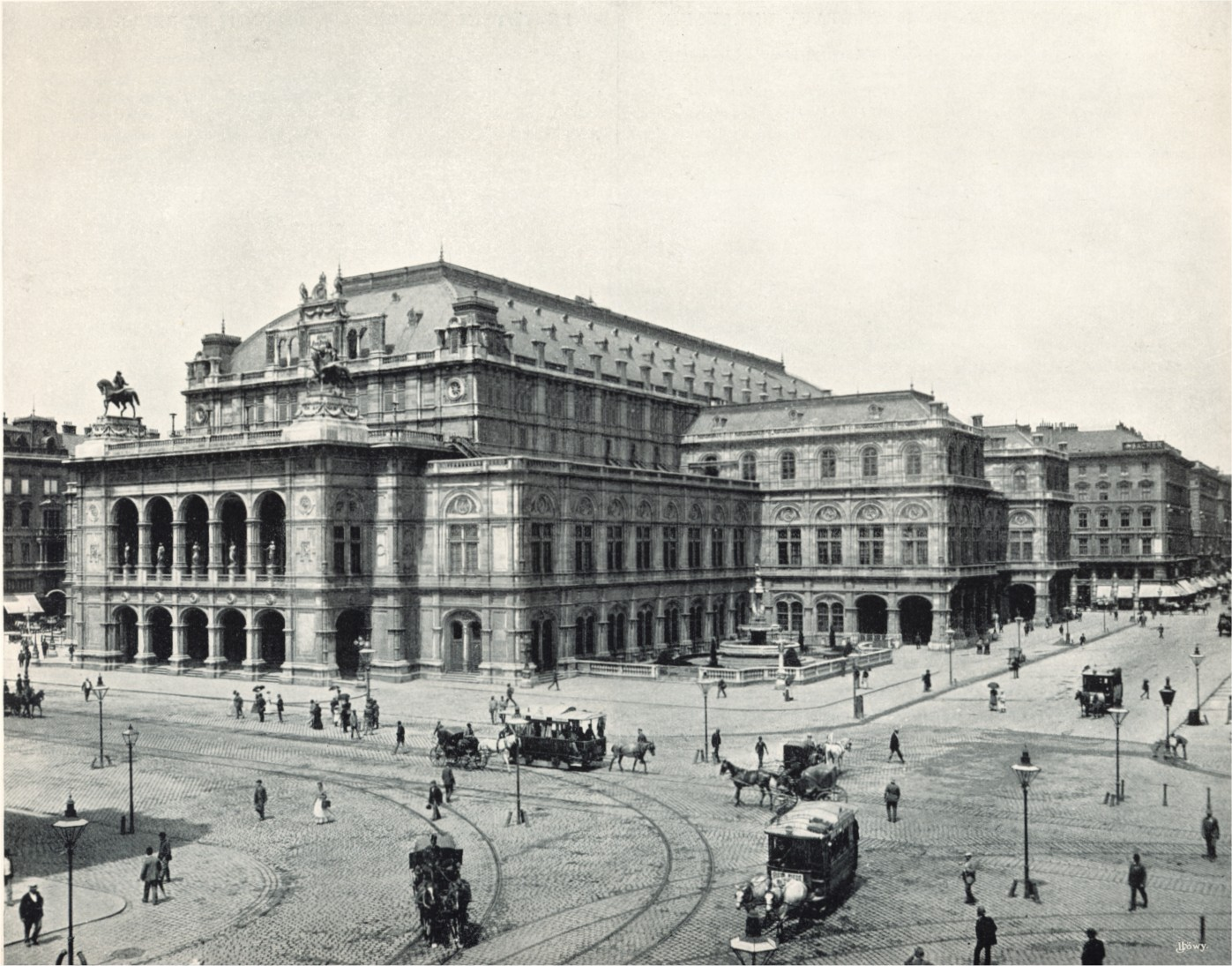
A Ópera de Viena em 1898, ano anterior ao qual Mahler começou a escrita da sua sinfonia n.º 4

A sua composição demorou bastante tempo: o quarto movimento (música) “Das himmlische Leben” (a Vida Celestial) é retomado do quinto lied de "Des Knaben Wunderhorn" escrito em 1892. Este movimento devia fazer parte, em princípio, da terceira sinfonia (sendo este um sétimo movimento que depois foi suprimido). Mahler decidiu, então, fazer deste o final da sua quarta sinfonia e concebeu os três primeiros movimentos em função do que já dispunha. A sua composição começou durante as férias do verão de 1899, gozadas após dois anos de trabalho contínuo como diretor da Ópera de Viena, o que o tinha impedido de compor. Retomou a composição no verão de 1900, concluindo a partitura em três semanas.

### Estreia
A estreia da obra, sob a direção do compositor, foi em Munique em 25 de novembro de 1901, com a Orquestra Kaim (antecessora da atual Filarmónica de Munique) e a soprano Margarete Michalek, com relativamente pouco êxito. Em outubro de 1904 a sinfonia estreou em Amesterdão, com a Orquestra do Concertgebouw. Segundo as memórias de Alma Mahler, nessa noite a sinfonia foi interpretada duas vezes, uma dirigida por Mahler e outra pelo diretor do Concertgebouw, Willem Mengelberg. Nos dois anos seguintes, a sinfonia foi interpretada nos Estados Unidos e na Grã-Bretanha.

## Harmonia
As tonalidades são invulgares, começando porque a música é iniciada com staccatos da orquestra em aparente si menor. O clarinete leva posteriormente à tonalidade de sol maior. O segundo movimento começa em sol menor para acabar em dó maior. O terceiro movimento inicia-se em sol maior, e de repente surge um corte, e uma brusca mudança de tonalidade para mi maior, tonalidade na qual acaba a obra. Neste sentido, é a única sinfonia de Mahler que percorre um grande leque harmónico, além de nos apresentar um claro desenvolvimento romântico. Porém, a peça é toda ela uma incógnita, já que como se vão desenvolver as suas harmonias é um mistério, e é um prelúdio à música do século XX.

## Orquestração
É uma obra escrita para soprano e orquestra. De forma excecional, em relação ao resto das obras orquestrais de Mahler, a partitura não exige a participação de trombones e tuba, e o contingente de instrumentos de metal é do tamanho habitual na orquestra sinfónica do século XIX (quatro trompas e três trompetes). No entanto, a obra tem uma importante participação dos instrumentos de madeira, e a secção de percussão está particularmente nutrida. Em qualquer caso, o tamanho da orquestra é bastante mais reduzido que nas três sinfonias anteriores do autor:
Madeiras
4 flautas (3ª e 4ª dobram piccolos 1 e 2)
3 oboés (3º dobra corne inglês)
3 clarinetes (2º dobra clarinete em mi bemol; 3º dobra clarinete baixo)
3 fagotees (3º dobra contrafagote)
Metais
4 trompas em fá
3 trompetes em fá e si bemol
| Percussão timbales bombo pratos guizos triângulo tam-tam glockenspiel | Cordas harpa violinos I e II violas violoncelos contrabaixos Vozes soprano solista |

## Movimentos
Uma interpretação regular da obra completa demora cerca de cinquenta minutos, fazendo desta uma das sinfonias mais curtas de Mahler.
Consta de quatro movimentos, e suas equivalências:
- Bedächtig, nicht eilen (Prudente, não acelerado)
- In gemächlicher Bewegung, ohne Hast (Comodamente impulsivo, sem pressa.)
- Ruhevoll, poco adagio (Tranquilo, poco adagio)
- Sehr behaglich (Muito cómodo)

## Análise
A música é lírica e próxima, quanto ao estilo, dos "velhos e bons tempos de Mozart e Schubert", bem longe das composições mais dramáticas que a precedem e sucedem. 
O primeiro movimento faz ouvir campainhas e temas de carácter de danças campesinas. No final do desenvolvimento , que muda a tonalidade para mi menor, "evolui" para lá maior (tema das flautas), até ao clímax, em que a tonalidade é dó maior. Nesse clímax podemos escutar a chamada do trompete do tema principal da Quinta como um elemento de contraste e distorção, com o que Mahler nos recorda que não estamos a ouvir uma versão mais moderna de uma sinfonia de Haydn ou de Eine kleine Nachtmusik. O movimento, na forma sonata, termina com a recapitulação, tanto temática como de ambiente, da primeira parte (sol maior).
O segundo movimento, que faz as vezes de Scherzo, é uma "dança da morte" ternária, na que um violino afinado um tom mais alto vai desconstruindo os temas, com essa ironia e esse sarcasmo tão caros a Mahler. Tonalmente joga com si bemol, e o episódio que funciona como trio, em fá maior (más una repetição em ré maior), encomendado ai clarinete e ao fagote como instrumentos principais.
Com o adagio voltamos à tónica. É o movimento que podemos referir às "divinas larguras" de Schubert ou mais proximamente Bruckner. De grande amplitude, joga sobretudo sobre as cordas, contrariamente às duas primeiras partes. Se termina por um tutti, introduzindo o último movimento vocal.
O texto do lied, cantado por uma voz de soprano, enuncia os prazeres gastronómicos do céu. A orquestra termina por se apagar depois de ter retomado os temas campestres do primeiro movimento. Talvez o significado da sinfonia seja o de que 50 minutos de sinfonia dos mortais nada são ao lado de dois minutos de sinfonia dos anjos, e por isso a tonalidade principal da sinfonia é de sol maior, à exceção da coda do final que está em mi maior (a tonalidade do Paraíso para Mahler). Tal explica por que quase toda a sinfonia é alegre e desenfadada enquanto a coda é tranquila e serena.

## Discografia selecionada
Tradicionalmente, a quarta tem sido uma das sinfonias de Mahler mais frequentemente interpretadas, e dispõe de uma discografia que supera as 180 referências. Algumas das gravações mais reconhecidas são:
- 1939 Willem Mengelberg - Concertgebouw - Philips Records
- 1945 Bruno Walter - Filarmónica de Nova Iorque - Sony Classical
- 1957 Paul Kletzki - Orquestra Philharmonia - EMI
- 1960 Leonard Bernstein - Filarmónica de Nova Iorque - Sony
- 1961 Georg Solti - Concertgebouw - Decca
- 1961 Otto Klemperer - Philharmonia - EMI
- 1965 George Szell - Orquestra de Cleveland - Sony
- 1967 Bernard Haitink - Concertgebouw - Philips Records
- 1968 Rafael Kubelík - Rádio da Baviera - Deutsche Grammophon
- 1972 Leonard Bernstein - Filarmónica de Viena - Deutsche Grammophon DVD
- 1977 Claudio Abbado - Filarmónica de Viena - Deutsche Grammophon
- 1979 Herbert von Karajan - Filarmónica de Berlim - Deutsche Grammophon
- 1982 Klaus Tennstedt - Filarmónica de Londres - EMI
- 1983 Lorin Maazel - Filarmónica de Viena - Sony
- 1991 Bernard Haitink - Filarmónica de Berlim - Philips DVD
- 2009 Claudio Abbado - Festival de Lucerna - Euroarts DVD